# Чорнобай Володимир Миколайович

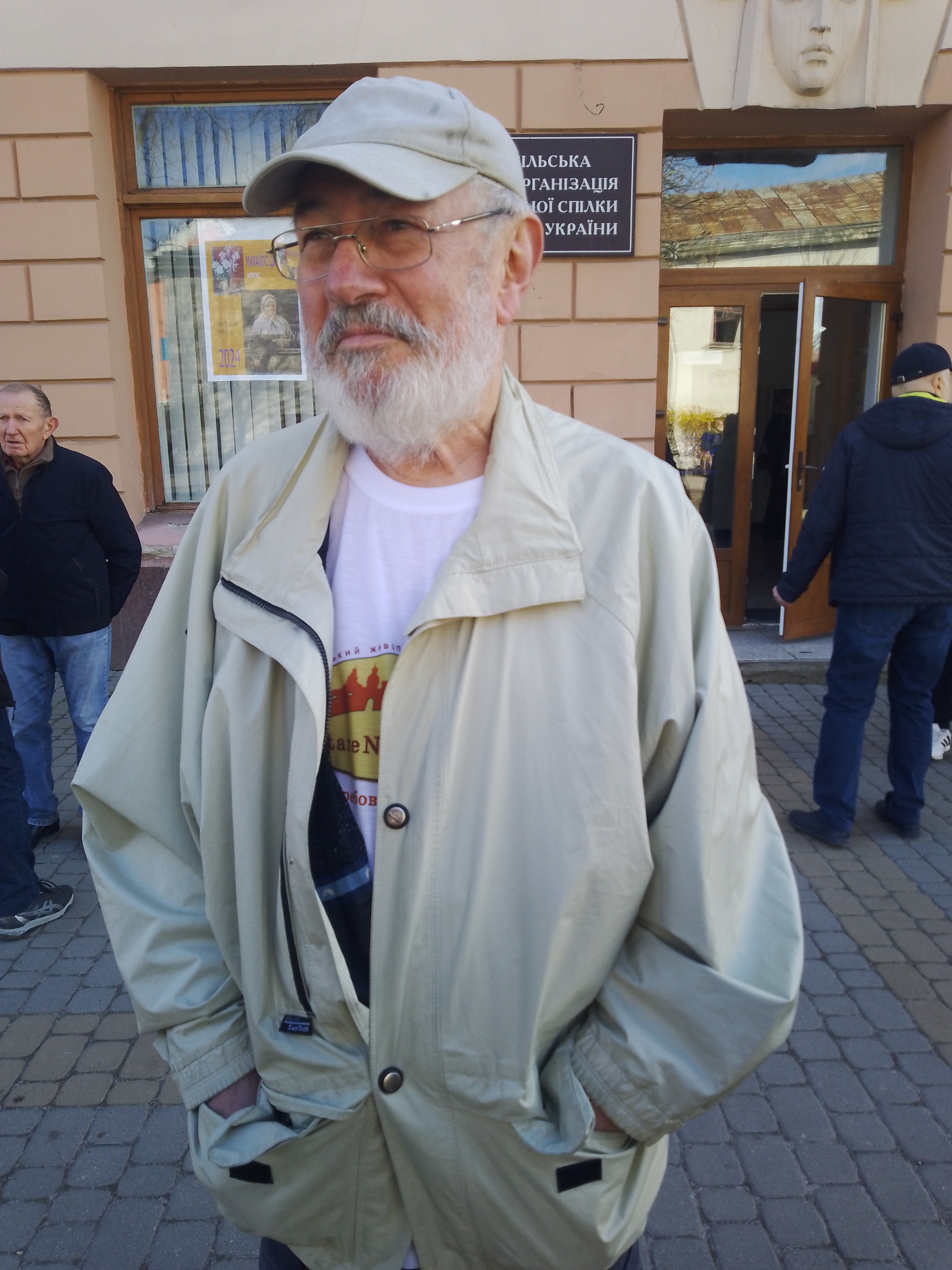
У передчутті персональної виставки

Володимир Миколайович Чорнобай (нар. 17 березня 1954, с. Михайлівське, Московська область) — український художник. Член Національної спілки художників України (1989), Спілки польських художників (2009), мистецького гурту «Кварта». Заслужений художник України. Брат Юрія Чорнобая.

## Життєпис
Володимир Чорнобай народився 17 березня 1954 року.
Закінчив Львівське училище прикладного мистецтва (1973), Львівський інститут прикладного та декоративного мистецтва (1980, викладачі Н. Федчун, Т. Драган).
Від 1981 — у Тернополі.
З травня 2024 року член редакційної ради художньо-аналітичного альманаху «Кременецький культурний контекст».

## Творчість
Займається класичним вітражем і станковим живописом, графікою, від 1989 — малярством на склі.
Основні роботи: серії робіт малярства на склі «Руки» (1990), «Віртуальний портрет сучасника» (1995), «Пікуй-Красія» (1994—2002), «Пінько-Піноккіо» (2006) тощо. Твори зберігаються в музеях і приватних колекціях України, Словаччини, Польщі, Іспанії, Німеччини і США.
Від 1984 — учасник понад 40 колективних виставок Україні, Болгарії, Іспанії, Німеччині, Польщі, Словаччині, Угорщині. Брав участь у міжнародних та всеукраїнських пленерах живопису.
Більше 70 персональних виставок у Тернополі (1992, 1994, 1995, 2002, 2009, 2010, 2011, 2014, 2022, 2024), Львові (1993, 1997, 2013, 2020), Чернівцях (1994); Луцьку (1995, 1996, 2016, 2017), Рівному (1996), Києві (1997, 2015); Каліші (1999, 2005, 2009, 2012, 2014, 2015), Серадзі, Битові (2000), Переворську (2002), Ярославі (2002, 2015), Ельблонзі (2003, 2005); Славні (2004), Паб'яницях (2004, 2017), Плешеві (2005), Оструві-Велькопольському (2005, 2016), Ольштині, (2005), Ґолухуві, Остшешуві, Кемпно (2006); Опатувці (2007), Кротошині (2007, 2011; усі — Польща); Гаммі (Німеччина, 2008), Івано-Франківську (2008, 2012); Вольштині (2009); Смігелі (2010), Шведті (2010, Німеччина), Андрихуві (2010, 2015), Сьроді-Шльонській (2010, 2012); Берліні (2012, 2015), Болестрашичах/Перемишлі (2015), Влоцлавку (2016), Тарнобжезі (2017), Кіпрі (2019).

## Нагороди
- заслужений художник України (1 грудня 2016) — за значний особистий внесок у державне будівництво, соціально-економічний, науково-технічний, культурно-освітній розвиток Української держави, вагомі трудові досягнення, багаторічну сумлінну працю[8];
- лауреат художньої виставки «Різдвяна містерія — 96» (1996, Луцьк);
- золота нагорода I конкурсу-виставки модерного мистецтва (1996, Тернопіль);
- III премія Всеукраїнської виставки малярства на склі «Три виміри: вчорашнє; сьогодення і завтра» (1998, Львів);
- Тернопільська обласна премія імені Михайла Бойчука (2002);
- срібна медаль «Labor omnia vincit» Товариства імені Іполита Цегельського (2009, Познань, Польща);
- нагорода Президента міста Каліша (Польща, 2015);
- диплом міжнародної мистецької виставки «Львівський осінній салон “Високий замок 2015”»;
- Тернопільська обласна премія імені Ярослави Музики (2022)[9].